# Öronjuveltrast
Öronjuveltrast (Hydrornis phayrei) är en fågel i familjen juveltrastar inom ordningen tättingar.

## Utbredning och systematik
Fågeln förekommer från Bangladesh till Myanmar, Thailand, södra Kina, södra Kambodja och centrala Annam. Den behandlas som monotypisk, det vill säga att den inte delas in i några underarter.

## Status och hot
Arten har ett stort utbredningsområde, men tros minska i antal, dock inte tillräckligt kraftigt för att den ska betraktas som hotad. Internationella naturvårdsunionen IUCN listar därför arten som livskraftig (LC).